# CD-Text

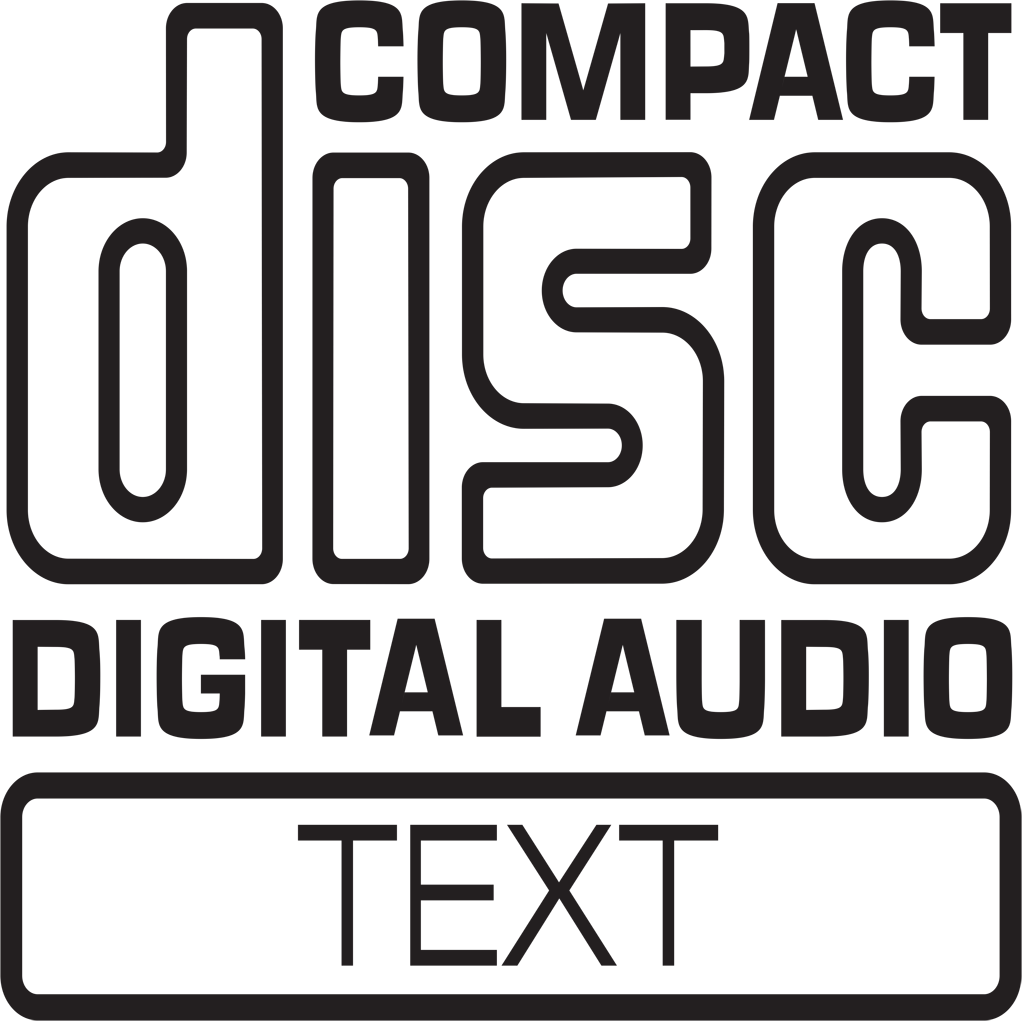
Logo Compact disc Digital Audio Text

CD-Text est une extension des standards de spécification de disque compact Red Book (ou livre rouge) pour les CD Audio. Cela permet le stockage d’informations supplémentaires (exemple : nom de l’album, titre de la chanson et de l’artiste) sur des CD Audio standards. L’information est stockée dans la zone d’amorce du CD, là où il y a approximativement 5 ko d’espace disponible, ou dans les sous-canaux R à W du disque, qui peut enregistrer environ 31 Mo.
Le CD-Text est utilisé par Sony sur la majorité de ses CD Audio depuis 1996 et la majorité des autoradios peut lire les données en question.

## Logiciels capables
- X-CD-Roast lit les données CD-Text et permet à l’utilisateur de les écrire
- iTunes et Nero Burning ROM permet de graver des CD-Text

## Pointeurs externes
- (fr) La FAQ sur la gravure de CD, voir la question 3-28 : Comment ajouter des informations CD-Text ?